# Battlefleet Gothic
Battlefleet Gothic est un jeu de figurines basé sur l'univers de Warhammer 40,000 de la société Games Workshop et développé par Andy Chambers, Gavin Thorpe et Jervis Johnson.
Le jeu met en scène des combats de vaisseaux spatiaux dans le sombre futur du XLIe millénaire. De grandes flottes d'immenses navires de guerre s'engagent en combat dans les ténèbres de la galaxie, pour la domination du secteur Gothique.
Les vaisseaux ne sont pas à l’échelle. Seul le centre du socle représente la position de chacun.
Le livre de règles et une extension sont en libre téléchargement sur le site de Games Workshop.